# Križ Brdovečki
Križ Brdovečki is een plaats in de gemeente Marija Gorica in de Kroatische provincie Zagreb. De plaats telt 387 inwoners (2001).